# لوك هيوم
لوك هيوم (بالإنجليزية: Luke Hume) هو لاعب اتحاد الرغبي أمريكي، ولد في 26 يناير 1988 في سيدني في أستراليا.

## وصلات خارجية
- لوك هيوم على موقع سلسلة سباعيات الرغبي العالمية - رجال (الإنجليزية)